# نبرين (ديزجرود الغربي)
نبرین (بالفارسية: نبرین) هي قرية تقع في إيران في أذربيجان الشرقية. يقدر عدد سكانها بـ 811 نسمة بحسب إحصاء 2016.